# Ria van Velsen
Maria Martina van Velsen, soprannominata Ria (L'Aia, 22 marzo 1943) è un'ex nuotatrice olandese.

## Carriera
Fortemente specializzata nel dorso, vinse la medaglia d'oro ai campionati europei del 1962, sulla distanza dei 100 metri.
Detenne altresì il record mondiale sia sui 100 che sulla 4x100m misti.

## Palmarès
- Europei

Lipsia 1962: oro nei 100m dorso e argento nella 4x100m misti.